# Lauromacromia
Lauromacromia är ett släkte av trollsländor. Lauromacromia ingår i familjen skimmertrollsländor.
Kladogram enligt Catalogue of Life:
| Lauromacromia | \| \| Lauromacromia bedei \| \| \| \| \| \| Lauromacromia dubitalis \| \| \| \| \| \| Lauromacromia flaviae \| \| \| \| \| \| Lauromacromia luismoojeni \| \| \| \| \| \| Lauromacromia picinguaba \| \| \| \| |
|               | \| \| Lauromacromia bedei \| \| \| \| \| \| Lauromacromia dubitalis \| \| \| \| \| \| Lauromacromia flaviae \| \| \| \| \| \| Lauromacromia luismoojeni \| \| \| \| \| \| Lauromacromia picinguaba \| \| \| \| |
|               | Lauromacromia bedei |
|               | |
|               | Lauromacromia dubitalis |
|               | |
|               | Lauromacromia flaviae |
|               | |
|               | Lauromacromia luismoojeni |
|               | |
|               | Lauromacromia picinguaba |
|               | |